# Берк, Том (актёр)
Том Ли́ам Бенеди́кт Бёрк (англ. Tom Liam Benedict Burke; род. 30 июня 1981, Лондон, Великобритания) — британский актёр театра, кино и телевидения. Среди его самых известных ролей — сын Джакомо Казановы, Гикс, в телеадаптации «Казановы» (2005), Дэви в «Третьей звезде» (2010) и Энтони в «Сувенире» (2019) режиссёра Джоанны Хогг. Он также появился во втором сезоне сериала ВВС «Час» и исполнял основную роль Атоса в сериале BBC «Мушкетёры». С 2017 года играет сыщика Корморана Страйка в сериале «Страйк».

## Биография

### Ранние годы
Том Бёрк родился в Лондоне и вырос в графстве Кент. Его родители — британские актёры Дэвид Бёрк и Анна Колдер-Маршалл. Его дедом был писатель Артур Колдер-Маршалл. Крёстными Тома Бёрка стали актёры Алан Рикман и Бриджит Тернер. Бёрк родился с заячьей губой.
Бёрк всегда мечтал стать актёром. Он принимал участие в постановках Национального молодёжного театра и Детского театра Арден в городе Фавершем, а также выступал в спектаклях, которые ставили его родители в их родном городе.
Ещё в детстве Бёрку был поставлен диагноз «дислексия». Он бросил школу в 17 лет, не сдав выпускные экзамены. Сразу после этого он связался с актёрским агентством и получил роль на первом же прослушивании. Том занимался в танцевальной школе, прежде чем быть принятым в Королевскую академию драматического искусства в Лондоне, когда ему было 18.

### Телевидение
В 1999 году Бёрк получил свою первую роль на телевидении в фильме «Сердце дракона 2». В том же году он снялся в эпизоде сериала «Дангерфилд» и в телевизионном фильме «Вся королевская рать».
Первым телевизионным проектом после окончания RADA стал телесериал «Большая игра» в 2003 году, в котором он исполнил роль журналиста Сида. В 2005 году он сыграл Жака, сына Джакомо Казановы, в телесериале телеканала BBC «Казанова». В 2006 году Бёрк появился в роли доктора Джона Сьюарда в телевизионном фильме «Дракула», в 2007 году — Наполеона Бонапарта в эпизоде документальной драмы BBC «Герои и злодеи» и в небольшой роли книгоиздателя в сатирической драме «Суд над Тони Блэром». В 2009 году он исполнил роль лейтенанта Колина Рейса в эпизоде «Часы» 12 сезона сериала «Пуаро Агаты Кристи». В 2011 году он появился в роли Бентли Драммла в двух эпизодах адаптации романа Чарльза Диккенса «Большие надежды». В 2012 году Бёрк присоединился к основному составу телесериала «Час» в роли журналиста Билла Кендалла.
С 2014 по 2016 года играл роль Атоса в сериале BBC One «Мушкетёры», снятому по мотивам романа Александра Дюма «Три мушкетёра». В 2016 году Бёрк снялся в телесериале «Война и мир» в роли Фёдора Долохова. С 2017 года снимается в телесериале «Страйк» в главной роли Корморана Страйка.

### Кино
Свою первую роль в кино Том Бёрк сыграл в фильме Лоренса Данмора «Распутник» в 2004 году. В 2007 году он сыграл начинающего режиссёра в молодёжной комедии «Я хочу конфетку». В 2008 году он сыграл Блуи в триллере «Морская прогулка», премьера которого состоялась на кинофестивале Сандэнс. В 2009 году Бёрк исполнил небольшую роль в фильме Стивена Фрирза «Шери». В 2010 году он сыграл в драме «Третья звезда» вместе с Бенедиктом Камбербэтчем и Джей Джей Филдом. В 2013 году он сыграл Билли, старшего брата персонажа Райана Гослинга, в картине «Только Бог простит» режиссёра Николаса Виндинга Рефна. В том же году он снялся в фильме Рэйфа Файнса «Невидимая женщина» в роли Джорджа Уортона Робинсона (супруга Эллен Тернан).
В 2019 выходит фильм Джоанны Хогг «Сувенир», в котором Бёрк играет «блестяще таинственного» наркомана Энтони раскрывая в роли «завораживающую смесь хищничества и уязвимости». Сложность роли заключалась в двойственной натуре персонажа: в одну минуту это безукоризненно одетый и учтивый человек, в следующую он, разбитый, корчится на полу. Обе натуры своего героя Бёрк связывал воедино с помощью по большей части импровизированного текста. За своё исполнение актёр был номинирован на ряд британских и международных кинопремий в области независимого кино. В 2020 году в фильме Дэвида Финчера «Манк» исполнил роль Орсона Уэллса, которую получил в том числе благодаря внешнему сходству со знаменитым актёром.
В 2022 году вместе с Флоренс Пью исполнил главную роль в фильме Себастьяна Лелио «Чудо». С ноября 2021 года Бёрк прикреплен к составу «Фуриосы», спин-оффа фильма «Безумный Макс: Дорога ярости», заменив Яхью Абдул-Матина II, выбывшего из проекта из-за конфликтов в расписании съемок. Съёмки фильма завершились осенью 2022 года.

### Театр
Одной из первых работ Тома Бёрка на театральной сцене стала роль Гамлета в пьесе «Гертруда — Плач» в театре Риверсайд Студиос в 2002 году. Пьеса Говарда Бэйкера является переработкой трагедии Шекспира с точки зрения матери главного героя. В 2004 году на сцене Шекспировского Глобуса он играет Ромео в постановке Тима Кэррола, в 2005 году — Малкольма в спектакле «Макбете» театра «Алмейда».
Бёрк дважды работал в театре Donmar Warehouse. В 2006 году он сыграл в пьесе «Операция» вместе с Иэном Маккелленом, поставленной режиссёром Майклом Грандаджем. В 2008 году крестный отец актёра Алан Рикман поставил пьесу Августа Стриндберга «Кредиторы», где вместе с Томом играли Анна Чанселлор и Оуэн Тил. За исполнение роли художника Адольфа в «Кредиторах» актёр в 2009 году получил премию Иэна Чарльсона, вручаемую исполнителям до 30 лет в классических пьесах.
В 2010 году в театре Олд Вик Бёрк играет в комедии Ноэла Кауарда «Создано для жизни», где его партнерами по сцене были Эндрю Скотт и Лиза Диллон. В 2011 году на сцене театра «Алмейда» исполняет роль Грега в пьесе Нила Лабута «Причины быть красивыми». В 2016 году в сиквеле пьесы «Причины быть счастливыми», поставленной в театре Хэмстед, был единственным актёром из первоначального состава, вернувшимся к своей роли. Также в 2016 году Бёрк исполнил роль Фредди Пэйджа в постановке «Глубокое синее море» Королевского национального театра, где вместе с ним на сцене появлялась Хелен Маккрори. Спектакль транслировался в кинотеатрах в рамках проекта «Национальный театр в прямом эфире».
С апреля по июль 2019 года Том Бёрк вместе с Хейли Этвелл играл в театре Герцога Йоркского в пьесе Генрика Ибсена «Росмерсхолм», где исполнял главную роль пастора Джона Росмера. Постановка получила исключительно положительные отзывы критиков, в том числе об исполнении Бёрка.

## Фильмография

### Кино
| Год  | Название на русском              | Оригинальное название        | Роль                          | Примечания         |
| ---- | -------------------------------- | ---------------------------- | ----------------------------- | ------------------ |
| 2000 | Сердце дракона 2                 | Dragonheart: A New Beginning | Роланд                        | direct-to-video    |
| 2004 | Распутник                        | The Libertine                | Вон                           |                    |
| 2007 | Я хочу конфетку                  | I Want Candy                 | Джон "Бэгги" Бэгли            |                    |
| 2008 | Морская прогулка                 | Donkey Punch                 | Блуи                          |                    |
| 2009 | Шери                             | Cheri                        | Виконт Десмонд                |                    |
| 2010 | Третья звезда                    | Third Star                   | Дэйви                         |                    |
| 2012 | Чистая кожа                      | Cleanskin                    | Марк                          |                    |
| 2013 | Только Бог простит               | Only God Forgives            | Билли Томпсон                 |                    |
| 2013 | Невидимая женщина                | The Invisible Woman          | мистер Джордж Уортон Робинсон |                    |
| 2019 | Сувенир                          | The Souvenir                 | Энтони                        |                    |
| 2020 | Манк                             | Mank                         | Орсон Уэллс                   |                    |
| 2021 | Сувенир: Часть 2                 | The Souvenir Part II         | Энтони                        | не указан в титрах |
| 2022 | Жить                             | Living                       | мистер Сазерленд              |                    |
| 2022 | Чудо                             | The Wonder                   | Уильям Бирн                   |                    |
| 2024 | Фуриоса: Хроники Безумного Макса | Furiosa: A Mad Max Saga      | Преторианец Джек              |                    |
| 2025 | Чёрный чемодан — двойная игра    | Black Bag                    | Фредди Смоллс                 |                    |

### Телевидение
| Год       | Название на русском    | Оригинальное название    | Роль                             | Примечания                       |
| --------- | ---------------------- | ------------------------ | -------------------------------- | -------------------------------- |
| 2003      | Большая игра           | State of Play            | Сид, стажёр в газете             | мини-сериал; 4 эпизода           |
| 2005      | Казанова               | Casanova                 | Жиак Казанова, в возрасте 20 лет | мини-сериал; 3 эпизода           |
| 2006      | Дракула                | Dracula                  | доктор Джек Съюард               | телевизионный фильм              |
| 2009      | Пуаро Агаты Кристи     | Agatha Christie’s Poirot | лейтенант Колин Рэйс             | сезон 12; эпизод «Часы»          |
| 2011      | Большие надежды        | Great Expectations       | Бентли Драммл                    | мини-сериал; 2 эпизода           |
| 2012      | Час                    | The Hour                 | Билл Кендалл                     | сезон 2; 6 эпизодов              |
| 2014      | Утопия                 | Utopia                   | Филип Карвел                     | сезон 2; 1 эпизод                |
| 2014—2016 | Мушкетёры              | The Musketeers           | Атос                             | главная роль; 30 эпизодов        |
| 2016      | Война и мир            | War and Peace            | Фёдор Долохов                    | мини-сериал; 6 эпизодов          |
| 2017—н.в. | Страйк                 | Strike                   | Корморан Страйк                  | основной состав                  |
| 2020      | Корона                 | The Crown                | Дерек Дженнингс                  | сезон 4; эпизод «Ничейная земля» |
| 2021      | Современная любовь     | Modern Love              | Майкл                            | сезон 2; 1-й эпизод              |
| 2025      | Бегущий по лезвию 2099 | Blade Runner 2099        |                                  |                                  |